# Margareta Kozuch
Margareta Anna Kozuch (polonês: Małgorzata Kożuch; Hamburgo, 30 de outubro de 1986), mais conhecida como Margareta Kozuch, é uma jogadora de vôlei alemã que jogou no Atom Trefl Sopot, e anteriormente jogou como ponta de ataque no TuS Berne Hamburg, CVMJ Hamburg, TV Fischbek (que mudou seu nome para NA Hamburgo) e Unicom Starker Kerakoll Sassuolo.
Ela foi a esportista do ano em Hamburgo em 2005. Ela representou a seleção alemã de vôlei feminino no Grande Prêmio Mundial da FIVB de 2009.
Kozuch fala fluentemente quatro idiomas (alemão, polonês, inglês e italiano) e estuda russo, e foi a esportista alemã do ano em 2010. Ela é de origem polonesa.

## Vôlei de Praia
Depois de uma carreira de sucesso jogando vôlei de salão, Kozuch mudou para o vôlei de praia em 2017. Ela se juntou à veterana das Olimpíadas, Laura Ludwig, vencendo as finais do World Tour  em 2019.
Em 2021, Ludwig e Kozuch representaram a Alemanha nos Jogos Olímpicos de Verão de 2020 em Tóquio, que foram adiados devido à pandemia mundial de COVID-19. A dupla chegou às quartas de final perdendo para as americanas April Ross e Alix Klineman.[carece de fontes?]

## Clubes
Os clubes que Margareta participou são:[carece de fontes?]
- TuS Berne (1999–2002)
- CVJM Hamburg (2002–2003)
- TV Fischbek Hamburg (2003–2006)
- NA Hamburg (2006–2007)
- Unicom Starker Kerakoll Sassuolo (2007–2008)
- Asystel Volley Novara (2008–2010)
- Zarechie Odintsovo (2010–2011)
- Atom Trefl Sopot (2011–2012)
- Yamamay Busto Arsizio (2012–2013)
- Azerrail Baku (2013–2014)
- Shanghai Eastbest & Lansheng (2014–2015)
- River Volley Piacenza (feb 2015–mar 2015)
- Pomi Casalmaggiore (2015–2016)

## Prêmios
Os prêmios que Margareta conquistou são:[carece de fontes?]

### Títulos por clubes
- Coppa CEV 2008-09 (Asystel Volley Novara)
- CEV Champions League 2015-16 (Pomi Casalmaggiore)

### Títulos na praia
- Future de Messina do Circuito Mundial de 2024

### Premiações individuais
- Campeonato Europeu de 2009 - Maior Pontuadora
- Campeonato Europeu de 2011 - Melhor Atacante
- Campeonato Europeu de 2013 - Melhor Sacadora
- Liga Europeia 2013 - Melhor Atacante
- Liga Europeia 2013 - Maior Pontuadora
- Montreux Volley Masters 2014 - MVP